# Egyptens litteratur

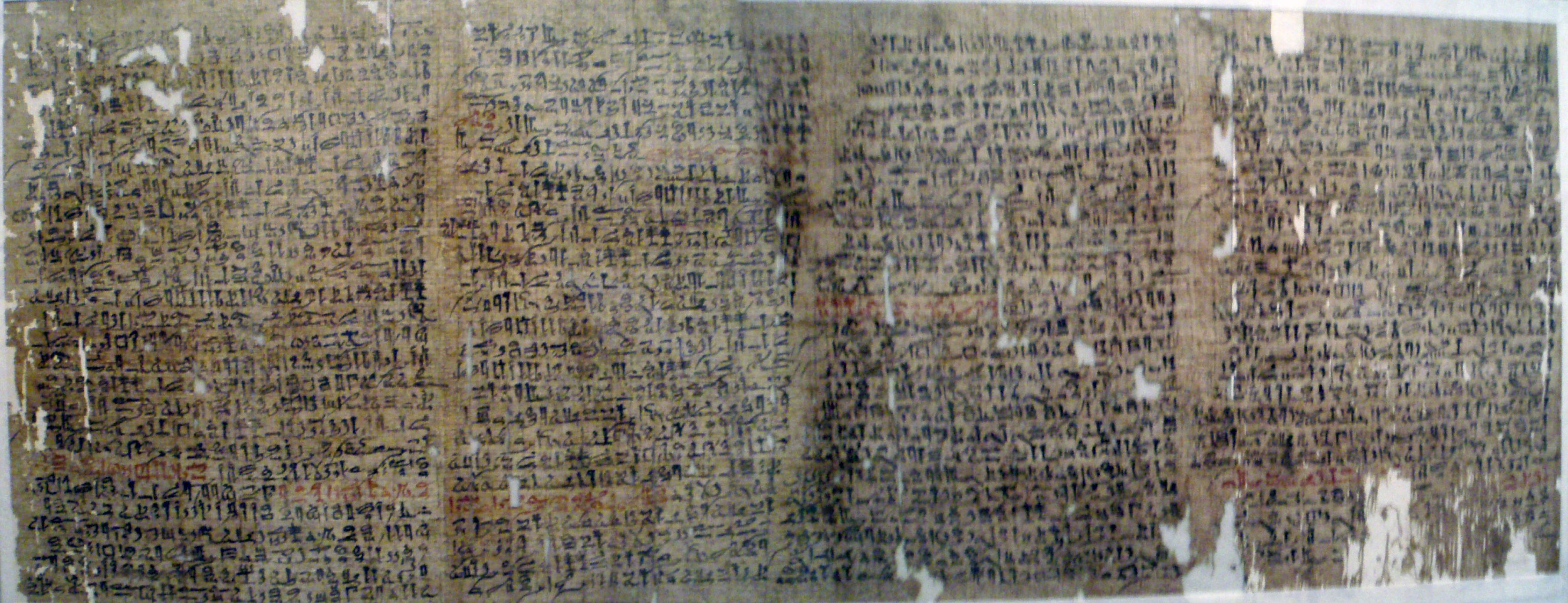
Kopia av Westcar-papyrusen i Ägyptisches Museum, Berlin

Den egyptiska litteraturen har sin begynnelse i det forntida Egypten och är således bland världens äldsta kända litteratur. Egyptierna var den första kulturen som utvecklade litteratur så som vi i dag känner den, i form av böcker.

## Fornegyptisk litteratur

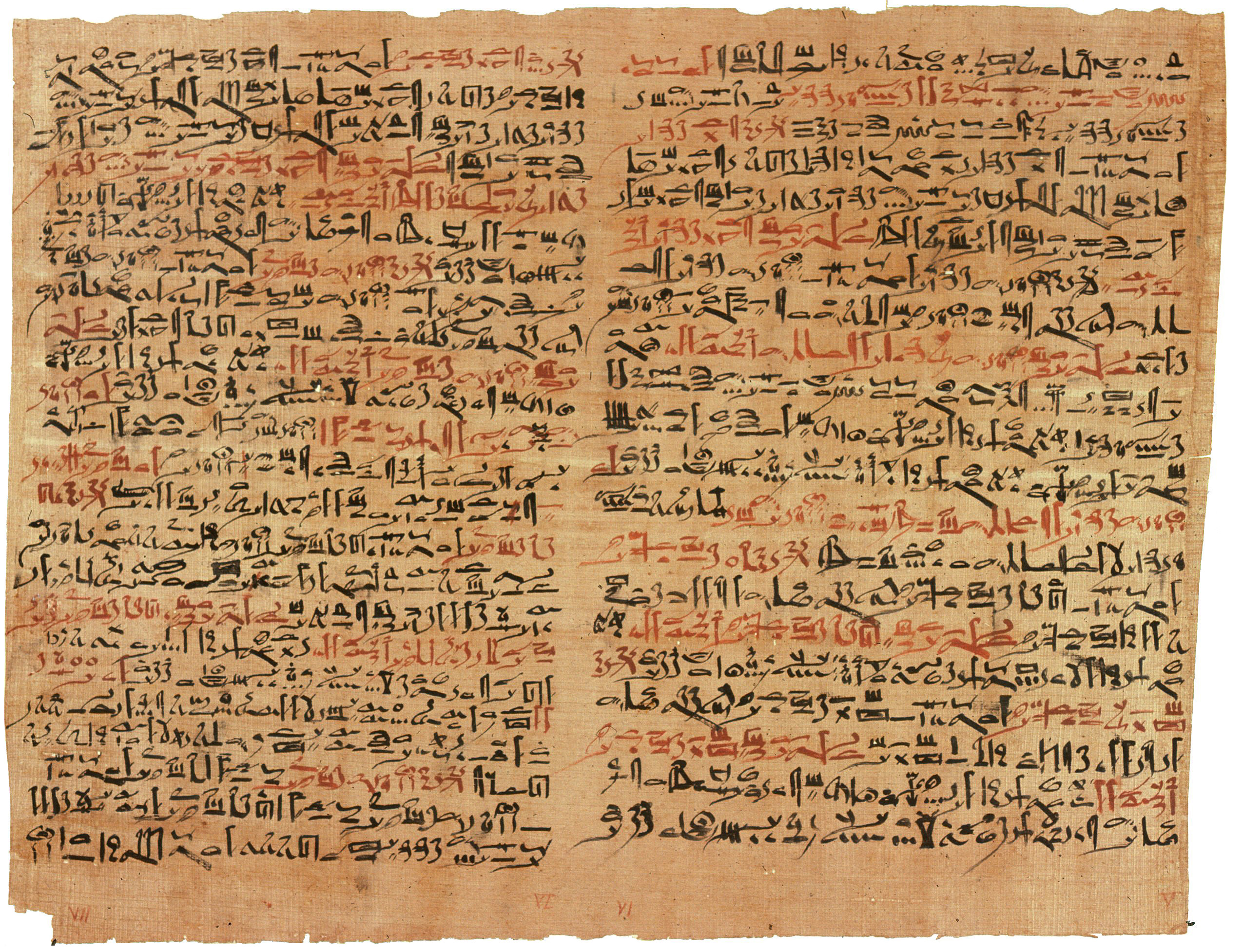
Blad vi och vii av Edwin Smith-papyrusen på Rare Book Room i New York Academy of Medicine.

Från det forntida Egypten finns en omfattande och mångskiftande litteratur bevarad: religiös litteratur, vishetslitteratur, hymner, berättelser, sagor, myter, biografier, brev och kärlekslyrik. Den äldsta litteraturen härstammar från Gamla riket (omkring 3000 f.Kr.–2155 f.Kr.) och är skriven på egyptiska. De gamla egyptierna skrev på papyrus såväl som på väggar, i gravar, på obelisker och dylikt.
Det kanske mest välkända exemplet på fornegyptisk litteratur är Sinuhes berättelse; andra välkända verk är bland andra Westcar-papyrusen och Ebers-papyrusen samt den berömda De dödas bok. Den mesta litteraturen i det forntida Egypten var vishetslitteratur, det vill säga litteratur avsedd som vägledning snarare än som underhållning, men den omfattar även myter, berättelser och biografier skrivna uteslutande i underhållningssyfte. Självbiografin har kallats den äldsta formen av egyptisk litteratur.
Nilen hade ett stort inflytande på den fornegyptiska litteraturen, liksom grekisk-romerska poeter som kom till Alexandria för att få understöd av de många mecenater som bodde där och ta del av de resurser som fanns i Alexandrias bibliotek. Många stora tänkare från hela den antika världen kom till staden, däribland Kallimachos från Libyen och Theokritos från Syrakusa. Men alla periodens stora författare kom inte från utanför Egypten; en av periodens mest kända egyptiska poeter var den infödde Apollonios Rhodios.

## Kristen egyptisk litteratur
Från 300-talet e.Kr. gick egyptierna över till att använda koptiska som skriftspråk. Koptiskan är det sista stadiet i det egyptiska språkets utveckling, och är det kristna Egyptens språk. Alexandria var ett viktigt centrum för fornkyrkan mellan det första och fjärde århundradet. De flesta texter på koptiska är således av religiös art; bland de tidigaste verken på koptiska märks bibelöversättningar, psalmer och liturgier. I Nag Hammadi-biblioteket har ett stort antal böcker bevarats som annars skulle ha gått förlorade.

## Muslimsk egyptisk litteratur
Sedan araberna år 641 erövrade Egypten kom arabiska att användas mer och mer i landet, och trängde allt eftersom undan koptiskan som landets språk. Under det arabisk-islamiska riket blev Egyptens kultur arabiserad och islamiserad, och inte minst den säregna arabiska poesiformen togs upp av lokala poeter. Litteraturen, och särskilt biblioteken, blomstrade under de muslimska erövrarna. Många viktiga förändringar inträffade under den här tiden, vilket påverkade de egyptiska författarna. Papyrus ersattes av lumppapper, och kalligrafi infördes som skriftsystem. Vidare skiftade litteraturens fokus till att nästan helt behandla islam.
Sagosamlingen Tusen och en natt fick sin slutliga form i egyptisk miljö mellan 1100- och 1300-talen. Många av berättelserna i verket kan spåras tillbaka till en medeltida egyptisk berättartradition, och berättelserna traderades förmodligen muntligt innan de samlades in och kodifierades i ett enda verk. Medeltida egyptisk folklore är ett av tre klart urskiljbara berättarlager som fanns i verket på 1400-talet; de båda andra är gammal indisk och persisk folklore och berättelser från abbasidernas Bagdad. Romansen om sultanen Baibars från mamluktiden är också en känd och omtyckt folkdiktning.

## Modern egyptisk litteratur

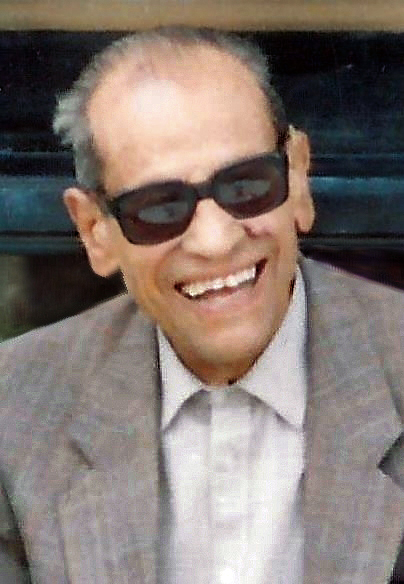
Naguib Mahfouz.

Under slutet av 1800-talet och början av 1900-talet upplevde arabvärlden en al-Nahda, en renässans-liknande rörelse som påverkade nästan alla samhällsområden, inklusive litteraturen. Egyptiska författare har varit ledande i utvecklingen av den moderna arabiska litteraturen. 1913 skrev Husayn Haykal Zaynab, som anses vara den första moderna romanen i Egypten och i hela arabvärlden.
En av de viktigaste egyptiska författarna under 1900-talet var Naguib Mahfouz (1911–2006), som 1988 blev den första egyptiern och den första arabiskspråkiga författaren som tilldelades Nobelpriset i litteratur. Bland andra tongivande egyptiska 1900-talsförfattare kan nämnas Taha Hussein, Tawfiq al-Hakim, Abd al-Rahman al-Sharqawi, Abd al-Hakim Qasim, Yousuf Idris, Mahmud Taymur och Sonallah Ibrahim.
Alaa al-Aswany gav 2002 ut romanen Yacoubians hus, som blev mycket populär i hela arabvärlden och även har filmatiserats.

## Kända moderna egyptiska författare
- Taha Hussein
- Yousuf Idris
- Sonallah Ibrahim
- Tawfiq al-Hakim
- Naguib Mahfouz
- Nawal El Saadawi
- Baha Tahir
- Alaa al-Aswany
- Abd al-Hakim Qasim
- Miral al-Tahawy